# Kati Jansen
Katharine Jansen –conocida como Kati Jansen– (12 de febrero de 1934) es una deportista alemana que compitió para la RFA en natación. Ganó una medalla de bronce en el Campeonato Europeo de Natación de 1954, en la prueba de 4 × 100 m libre.

## Palmarés internacional
| Campeonato Europeo | Campeonato Europeo | Campeonato Europeo | Campeonato Europeo |
| Año                | Lugar              | Medalla            | Prueba             |
| ------------------ | ------------------ | ------------------ | ------------------ |
| 1954               | Turín (Italia)     | Medalla de bronce  | 4 × 100 m libre    |